# Битва за Кобрин
Не следует путать со сражением Отечественной войны 1812 года.
Битва за Кобрин — одно из сражений в ходе немецкого вторжения в Польшу, которое шло с 14 по 18 сентября 1939 года между немецким 19-м танковым корпусом генерала Гейнца Гудериана и импровизированной польской «кобринской» пехотной дивизией полковника Адама Эплера. Битва шла одновременно с боем за Брест.

## Подготовка
После прорыва польской обороны в битве под Визной немецкие войска под командованием генерала Гейнца Гудериана двинулись в сторону Бреста, Ковеля и Кобрина. Их целью было разделение территории Польши на две части, чтобы помешать организации линии обороны на востоке от реки Западный Буг.

## Битва
14 сентября 1939 части 19-го танкового корпуса достигли Бреста и Кобрина. В Бресте располагались небольшие силы под командованием генерала Константина Плисовского, а Кобрин обороняла импровизированная 60-я пехотная дивизия полковника Адама Эплера. Когда полковник Эплер получил донесение о приближении немецких войск, он приказал 2-му батальону 84-го пехотного полка провести отвлекающий манёвр в районе железнодорожной станции Жабинка и деревень Тевли и Огородники. Одновременно 2-й батальон 83-го пехотного полка занялся укреплением позиций вдоль болотистых берегов реки Тростяницы.
15 сентября силы Эплера были замечены немцами и были атакованы бомбардировщиками Люфтваффе, а на следующий день произошло столкновение с основными силами гитлеровцев. После шестичасового боя немцы отошли, понеся значительные потери. Польский батальон захватил несколько орудий и танков, но не мог ими воспользоваться из-за недостатка топлива, после чего отошёл за основную линию польской обороны.
На рассвете 17 сентября разведывательный отряд немецкой 2-й мотопехотной дивизии достиг польской линии. Их попытка обойти поляков с фланга по кладбищу в деревне Федьковичи была отбита благодаря помощи 100-мм гаубиц. Польский батальон отошёл к деревне , где организовал ещё одну засаду. Днём их снова безуспешно атаковала немецкая дивизия.
Утром 17 сентября 1939 г. моторизованная немецкая разведка, поддержанная несколькими бронетранспортерами и танками, отбросила польское охранение и подошла к выдвинутым позициям II батальона 83 полка. Батальон опирался на три деревни – Перки, Суховчицы и Пески. Местность была заболоченной, взводы и роты занимали сухие участки. Бой длился весь день. Расчет единственной 100-миллиметровой гаубицы, приданной батальону, уничтожил два немецких танка, а затем подбил ещё один. Попытка немцев пробиться через д. Яголки натолкнулась на сопротивление разведки второго батальона 84 полка. Противник вынужден был отступить.
Защитники Кобрина осуществили перегруппировку сил. II батальон 83 полка ночью отошел на южную окраину города. Сюда же прибыл отдельный батальон 79 полка. Таким образом, южнее Кобрина сконцентрировалось три батальона.
Около 9 часов утра 18 сентября немецкая разведка «прощупала» оборону на брестском направлении и к югу от шоссе. В 12 часов дня при сильной артиллерийской поддержке 2-я немецкая мотодивизия начала наступление на город. Ожесточённые бои шли близ канала Королевы Боны.
Западную окраину защищал I батальон 83 полка при поддержке батареи 100 мм гаубиц и 5 отдельных орудий. На оборону батальона наступала немецкая пехота усиленная танками. Однако плотный огонь пулеметов и батареи гаубиц сломал начавшееся наступление.
Было подбито несколько машин. Немецкая пехота залегла, а танки скрылись в складках местности и оттуда вели огонь по оборонительным позициям польской пехоты.
Разведка II батальона 84 полка донесла, что со стороны шоссе слышен сильный шум моторов. Немцы ввели в бой 90 танков и 200 других единиц боевой техники (пишет в своих воспоминаниях Адам Эплер). Эти данные, вероятно, завышены т.к. механизированные дивизии Вермахта не могли иметь по штату такого количества танков. Возможно, на усиление прибыли танки из 3-й или 10-й танковых дивизий 19-го немецкого армейского корпуса.
Около 16 часов 18 сентября немецкое наступление достигло своего пика. Гарнизон Кобрина был усилен ротой из состава первого батальона 82 полка с взводом противотанковых орудий. Первый батальон 82 полка перекрывает дорогу восточнее города. Появилась возможность нанесения удара во фланг немецкой группировке. Полковник Эплер приказывает II батальону 83 полка, II батальону 84 полка и отдельному батальону 79 полка очистить от немцев западные подступы к городу.
В 17 часов с криками «Пусть живет Польша!» солдаты и офицеры устремились на врага. Удар принес быстрый успех. Противник, подвергшийся нападению с фланга и тыла, был вынужден отступить. Бой за Кобрин окончился.  Ночью 18 сентября дивизия по приказу ген. Клееберга отошла к  Дивину. С востока приближались войска Советского Союза.

## Итоги
Получив известия о вступлении советских войск и о первых столкновениях опергруппы «Полесье» с 23-м стрелковым корпусом РККА, генерал Франтишек Клееберг разослал всем формированиям опергруппы «Полесье» (в том числе и 60-й пехотной дивизии) приказ о немедленном прекращении вооружённого сопротивления и отступлении на юг, в направлении пинских болот.
Выполняя приказ, 60-я пехотная дивизия покинула Кобрин и отступила в сторону Дивина. Генерал Клееберг также перенёс штаб опергруппы «Полесье» из Пинска в Любешов.
Потери сторон в этих боях не ясны. Польские источники говорят о небольших потерях среди польских войск – 127 убитых, 2 разбитых орудия. Встречаются диаметрально противоположные мнения – 83 полк был полностью разбит. Однако судя по свидетельствам местных жителей – всех погибших солдат похоронили в трёх общих могилах. Генерал Гудериан в своих «Воспоминаниях» указывает, что 2-й мотодивизии «пришлось вести тяжелые бои под Кобрином», которые не могли не привести к существенным потерям.